# 하르톡스 수
집합론에서 하르톡스 수(Hartogs數, 영어: Hartogs number)는 주어진 집합의 어떤 부분 집합과도 크기가 같지 않은 최소의 순서수이다.:63

## 정의
집합 {\displaystyle X}의 하르톡스 수 {\displaystyle \operatorname {h} (X)}는 {\displaystyle X}의 어떤 부분집합과도 크기가 같지 않은 최소의 순서수이다. 즉, 단사 함수 {\displaystyle \alpha \to X}가 존재하지 않는 최소의 순서수 {\displaystyle \alpha }이다.
하르톡스 정리(Hartogs定理, 영어: Hartogs’ theorem)에 따르면, 모든 집합은 하르톡스 수를 갖는다. 이 정리는 선택 공리를 사용하지 않고, 체르멜로-프렝켈 집합론에서 증명할 수 있다.
증명:
임의의 집합 {\displaystyle X}가 주어졌을 때, {\displaystyle X}의 부분 집합 위에 정의된 정렬 집합들의 모임
{\displaystyle W=\{(Y,\leq )\colon Y\subseteq X,\;{\leq }\in \operatorname {WellOrder} (Y)\}}
를 생각하자. {\displaystyle W\subseteq {\mathcal {P}}(X)\times {\mathcal {P}}(X\times X)}이므로 이 모임은 집합이다. 순서수 {\displaystyle \beta }의 크기가 {\displaystyle |X|} 이하일 필요충분조건은 어떤 {\displaystyle (Y,\leq )\in W}와 순서 동형인 것이다. 따라서, 모임
{\displaystyle \alpha =\{\beta \in \operatorname {Ord} \colon |\beta |\leq |X|\}}
역시 집합이다. 이제, {\displaystyle \alpha }가 {\displaystyle X}의 하르톡스 수임을 다음과 같이 증명할 수 있다.
- {\displaystyle \alpha }는 순서수
  - {\displaystyle \alpha \subseteq \operatorname {Ord} }이므로, {\displaystyle \alpha }가 추이적 집합임을 보이면 충분하다. 만약 {\displaystyle \beta \in \alpha }이며 {\displaystyle \gamma \in \beta }라면, 단사 함수 {\displaystyle f\colon \beta \to X}가 존재하는데, 이를 {\displaystyle \gamma }로 제한하면 단사 함수 {\displaystyle f\upharpoonright \gamma \colon \gamma \to X}를 얻는다. 따라서 {\displaystyle \gamma \in \alpha }이다.
- {\displaystyle |\alpha |>|X|}
  - 순서수의 정의에 따라, (또는 ZF의 정칙성 공리에 따라,) {\displaystyle \alpha \not \in \alpha }이다. 즉, {\displaystyle |\alpha |\leq |X|}일 수 없다.
- {\displaystyle \alpha }의 최소성
  - {\displaystyle \alpha }의 정의에 따라, {\displaystyle \alpha }보다 작은 순서수들의 크기는 {\displaystyle |X|} 이하이다. 즉, {\displaystyle X}의 어떤 부분 집합의 크기와 같다.

## 성질
하르톡스 수는 기수이다.:63 즉, 임의의 순서수 {\displaystyle \alpha <\operatorname {h} (X)}에 대하여, {\displaystyle \alpha }와 {\displaystyle \operatorname {h} (X)}의 크기는 서로 다르다.

## 예
자연수 {\displaystyle n}에 대하여, {\displaystyle \operatorname {h} (n)=n+1}이다.:63

## 역사
독일의 수학자 프리드리히 하르톡스가 증명하였다.

## 같이 보기
- 알레프 수